# Rudy Paige
Rudy Paige (Riversdale, 2 agosto 1989) è un rugbista a 15 sudafricano, mediano di mischia dei Vannes in Pro D2.

## Biografia
Nato a Riversdale, cittadina dell'estremità orientale del Capo Occidentale, entrò a 12 anni nelle giovanili degli Eagles di George per poi passare nel 2007 ai Golden Lions di Johannesburg e venire selezionato per l'Under-18 sudafricana.
Esordiente nel 2009 in Currie Cup con i Golden Lions, passò poi due stagioni più tardi ai Blue Bulls di Pretoria, per debuttare in Super Rugby nel 2013 con la franchise dei Bulls.
Regolarmente fuori dal giro della Nazionale, in quanto ritenuto terza scelta nel ruolo di mediano di mischia dopo il titolare Ruan Pienaar e la sua riserva Cobus Reinach; comunque il C.T. Heyneke Meyer convocò Paige agli allenamenti della selezione allargata prima delle convocazioni definitive per la Coppa del Mondo di rugby 2015 e, a sorpresa, al momento di comunicare la rosa, vi incluse Paige lasciando fuori Reinach, suscitando scalpore anche perché Paige non aveva all'epoca incontri internazionali alle spalle.
La motivazione tecnica fu che le caratteristiche di Paige erano intercambiabili con quelle di Fourie du Preez, altra seconda scelta che prese parte al mondiale, e che quindi l'inserimento di Paige in squadra non avrebbe modificato l'assetto di gioco in caso di necessità; Paige esordì negli Springbok nel corso di torneo a Londra contro gli Stati Uniti, e disputò successivamente la finale per il terzo posto, vinto dal Sudafrica contro l'Argentina.

## Palmarès
- Currie Cup: 1
Golden Lions: 2011